# Морская блокада Абхазии
Морская блокада Абхазии — система мер, предпринятых Грузией с целью прекращения доступа к морскому побережью Абхазии. Блокада началась в 2004 году, согласно личному указу президента Грузии Михаила Саакашвили. Во время войны 2008 года правительство в Тбилиси усилило изоляцию Абхазии и Южной Осетии, объявив оба самопровозглашённых государства «оккупироваными Россией территориями». В 2009 году несколько грузовых судов в грузинских водах были задержаны береговой охраной на основании нарушения закона об «оккупированных территориях», который без согласия Грузии запрещает экономическую деятельность в Абхазии и Южной Осетии.
Морская блокада длится по сегодняшний день[когда?]

.

## Действия Грузии
В 2009 году двадцать три грузовых судна, которые направлялись в Абхазию, были задержаны в Чёрном море береговой охраной Грузии. Сухум назвал действия грузинских властей «пиратством». В середине августа того же года Грузия захватила турецкий танкер, доставляющий бензин и дизельное топливо в Абхазию. Корабль был взят в собственность правительства Грузии, а затем министерством финансов выставлен на аукцион. Грузинский суд приговорил капитана судна к 24 годам лишения свободы за контрабанду и за несанкционированную экономическую деятельность с Абхазией.

## Реакция
2 сентября 2009 года президент Абхазии Сергей Багапш предупредил Тбилиси, что абхазские военно-морские силы будут уничтожать любые грузинские корабли, участвующие в «пиратстве». Заместитель премьер-министра Грузии Темур Якобашвили посчитал угрозу нападения со стороны Абхазии несерьёзной, заявив, что у Абхазии нет технических средств для уничтожения кораблей.
Министр иностранных дел Грузии Григол Вашадзе сказал, что Багапш является преступником, и правоохранительные органы Грузии должны должным образом ответить на его угрозы. Также власти Грузии заявили, что, предположительно, за угрозой абхазской стороны стоит Россия.
Как заявил 3 сентября 2009 года пресс-секретарь МИД России Андрей Нестеренко, дальнейший захват грузовых судов, направляющихся в Абхазию грузинской береговой охраной, может привести к «серьёзным вооружённым инцидентам» и обвинил Грузию в эскалации конфликта. Ранее, 28 августа 2009 года, заместитель начальника отдела пограничной охраны Федеральной службы безопасности РФ Евгений Инчин заявил, что подразделение российских пограничников в Абхазии будет отправлено на обеспечение безопасности для судов, направляющихся в Абхазию. Это заявление было осуждено Грузией как нарушение Конвенции ООН по морскому праву 1982 года.
Представители Наблюдательной миссии Европейского союза в Грузии (МНЕС) 2 сентября заявили, что они обеспокоены заявлениями грузинской, абхазской и российской сторон по вопросу морской блокады, и эта проблема должна быть включена в повестку дня заседания в рамках Программы предотвращения инцидентов и Механизм реагирования (IPRM) между сторонами, запланированными на 8 сентября в Гали.

## См.также
- Грузино-абхазский конфликт